# Heinrich von Bork
Heinrich von Bork (* im 12. Jahrhundert; † 1206) war Domdechant und Domherr in Münster.

## Leben
Heinrich von Bork findet als Domherr zu Münster erstmals im Jahre 1184 urkundliche Erwähnung. Im Jahre 1201 wurde er zum Domdechanten ernannt. In dieser Funktion war er der Vorsteher des Domkapitels nach innen. Die Vertretung des Domkapitels nach außen oblag dem Dompropst.
Heinrich blieb bis zu seinem Tod in diesen Ämtern.